# Tecticornia cinerea
Tecticornia cinerea là loài thực vật có hoa thuộc họ Dền. Loài này được (F. Muell) Bailon miêu tả khoa học đầu tiên năm 1887.